# Eric Nordevall (1836)

Eric Nordevall II, 2011.

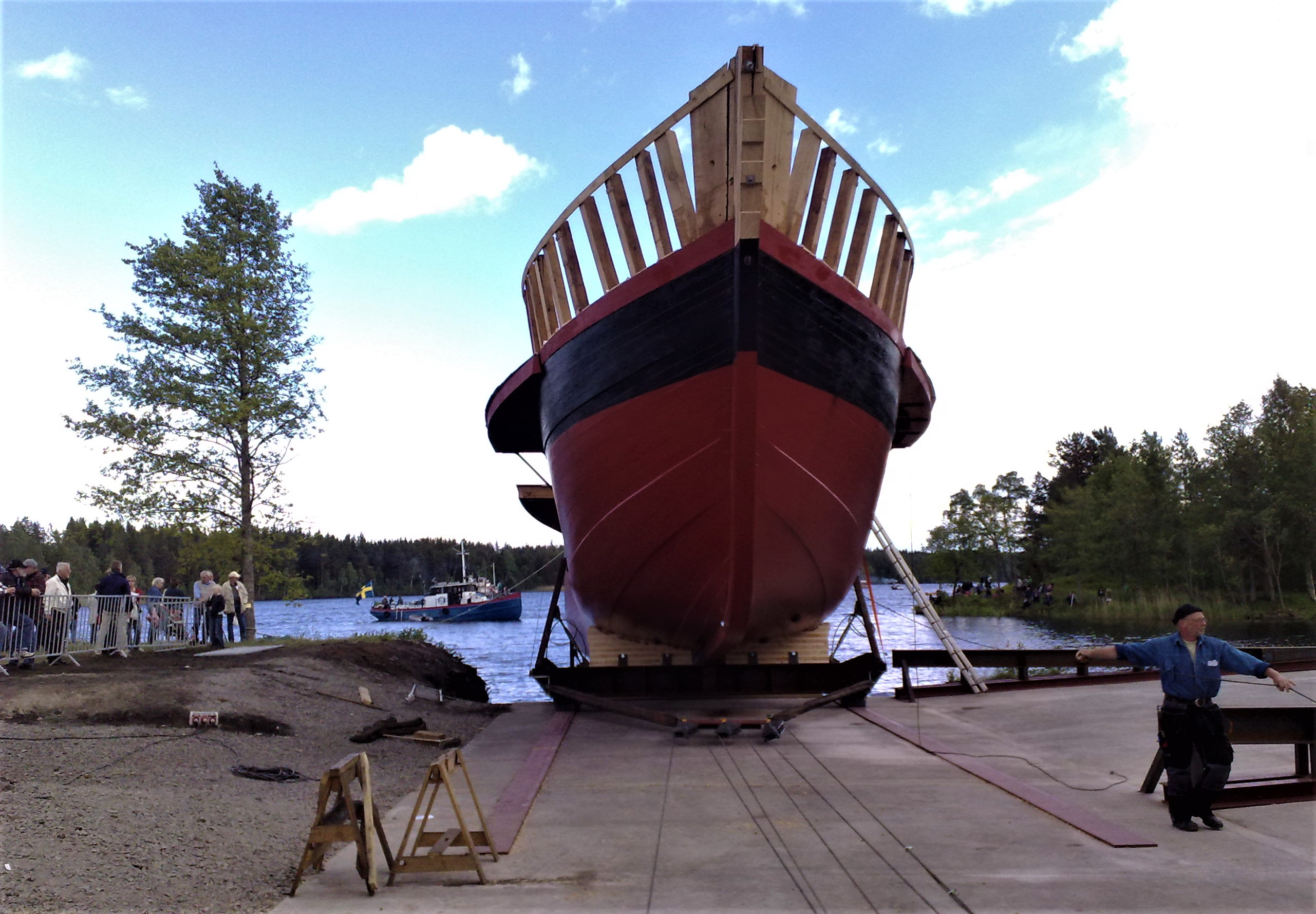
Sjösättningen av Eric Nordevall II den 6 juni 2009 vid Forsviks varv.

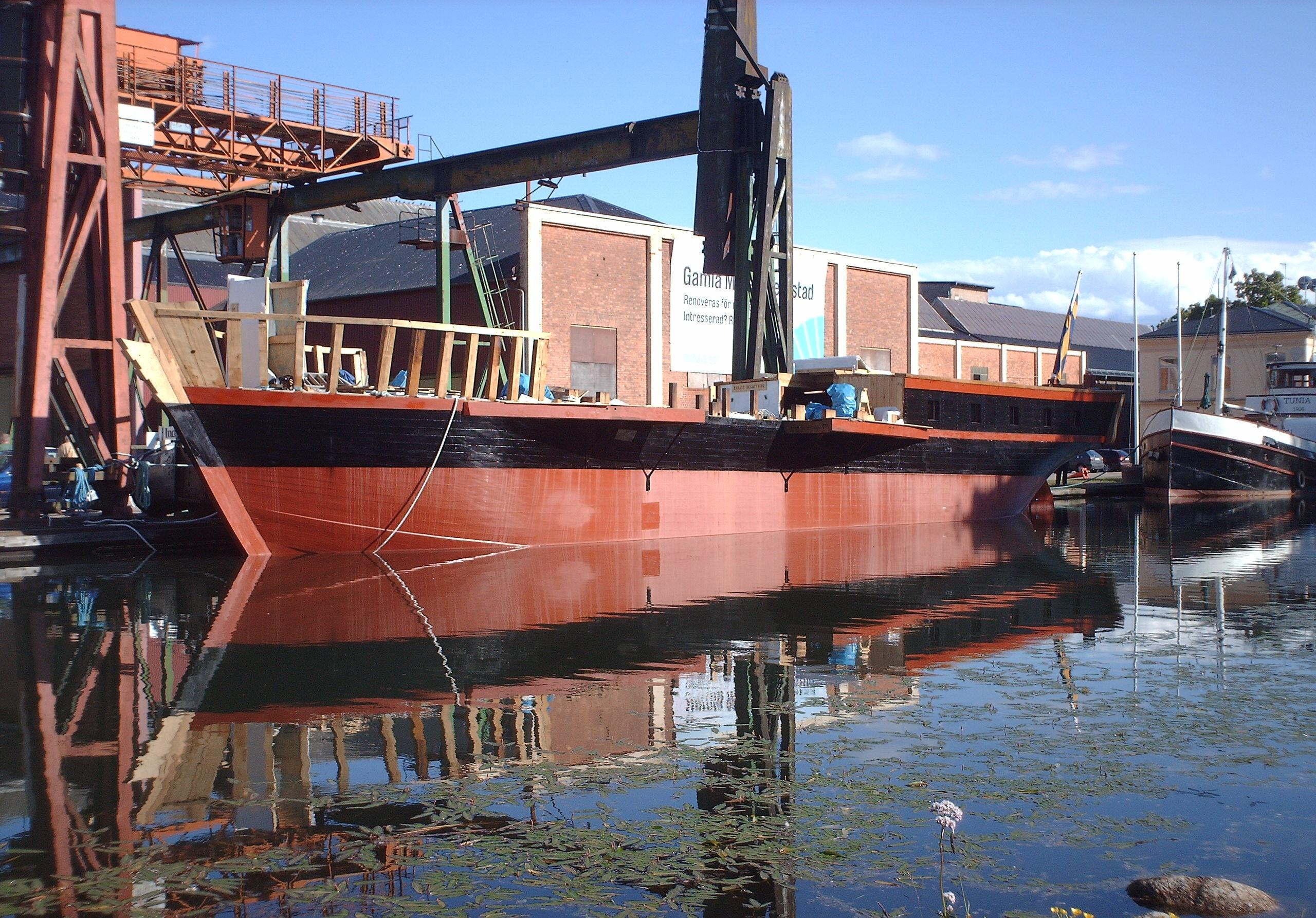
Eric Nordevall II vid Motala Verkstad 2009.

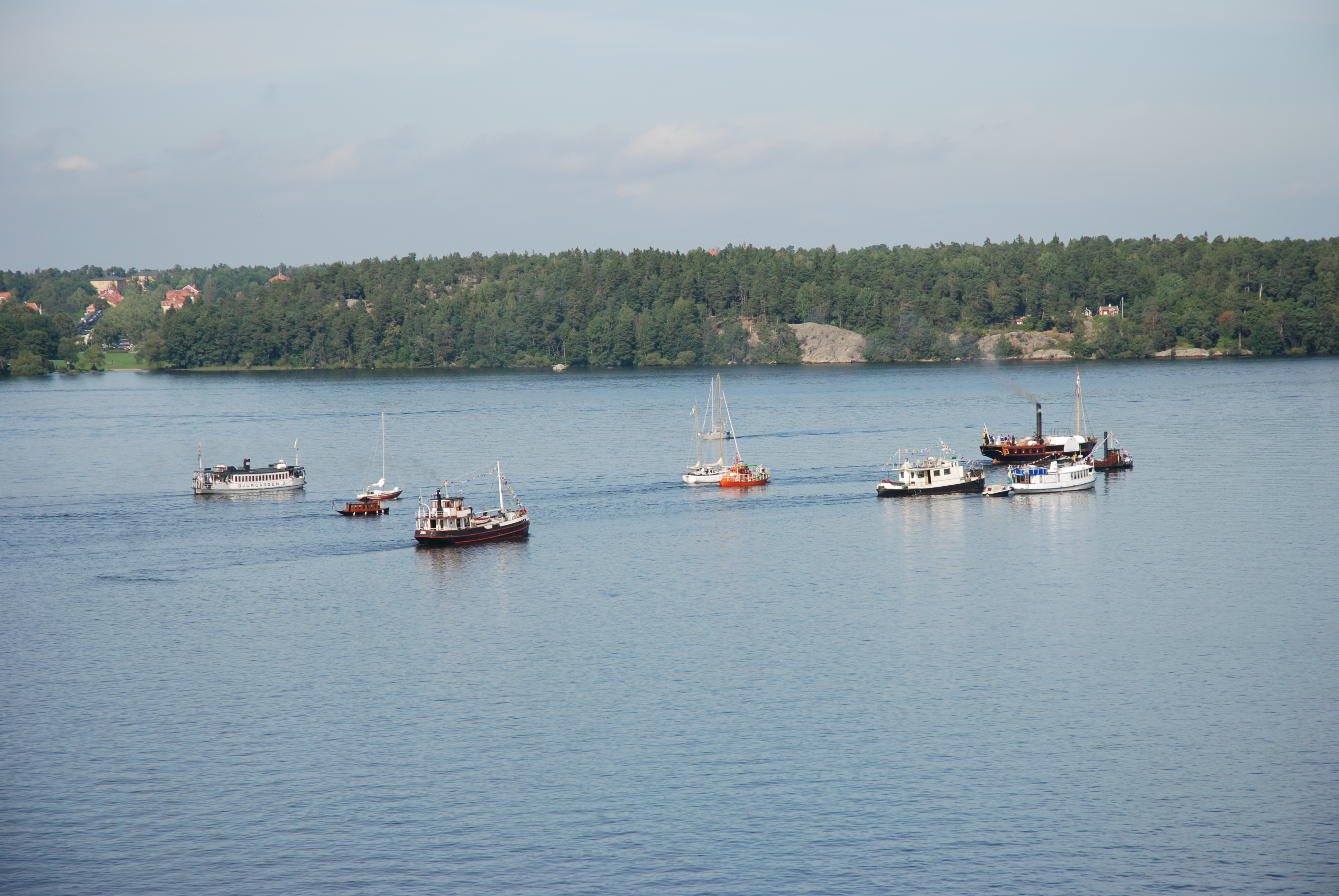
Eric Nordevall II på doptur på Mälaren den 26 augusti 2011, med eskorterande fartyg, strax väster om Stockholms innerstad. Längst till vänster ångfärjan Djurgården III. I bakgrunden Brommalandet.

Eric Nordevall var en svensk hjulångare som gick i trafik på Göta kanal kring 1800-talets mitt. Fartyget var döpt efter Eric Nordewall (1753–1835), svensk kanalbyggnadsingenjör. Eric Nordevall förliste i Vättern 1856.

## Historik
Fartyget ritades av marinofficer Johan Gustaf von Sydow och byggdes 1836–1837 på Hammarstens varv i Norrköping. Hon var av typen fiolbåt och skrovets sidor var med hänsyn till kanalslussarna insvängda för att hjulen på sidorna inte skulle sticka ut. Maskineriet bestod av två parallellkopplade encylindriska balansångmaskiner av lågtryckstyp (kondenseringsågmaskiner), konstruerade av den skotske ingenjören Daniel Frazer på Motala Verkstad. Även ångpannan ritades och tillverkades på Motala Verkstad.
Eric Nordevall beställdes av Ångfraktbolaget Stockholm–Göteborg, bildat 1833, för att trafikera den då nyligen invigda Göta kanal. Hon gick först som postångare mellan Ystad och Stralsund och sattes senare efter en kort tid in i trafik på Göta kanal mellan Stockholm och Göteborg. Järnvägsnätet var ännu inte utbyggt varmed hon tog många passagerare. Hon förliste och sjönk utanför Vadstena norr om ön Jungfrun i Vättern 1856. 

### Erik Nordevall i årtal
- 1835 10 november. Båten beställdes av Ångbåts Bolaget Stockholm–Göteborg.
- 1836 5 augusti. Båtens skrov sjösattes. Det bogserades till Motala där två balansångmaskiner om vardera 16 hk installerades. Även ångpanna installerades och skovelhjul monterades.
- 1836 oktober. Provturer gjordes på Vättern och krängningsprov utfördes. Kontrollant var kapten O P J Fitinghof. Båten fördes därefter tillbaka till Norrköping för att färdigutrustas.
- 1837 Våren. Båten fördes till Stockholm för mätning och registrering.
- 1837 Båten levererades till Ångbåts Bolaget Stockholm–Göteborg. Under oktober och november 1837 var båten utlånad till Kungl. Postverket för att ersätta S/S Constitution som posttrafikbåt på rutten Ystad–Stralsund. Under en av dessa resor grundstötte båten vid den skånska kusten men kunde dras loss och visade sig ha undgått skador.
- 1838 Båten sattes i trafik på Stockholm–Göteborg via Göta kanal.
- 1840 25 maj kl 10.00. Eric Nordevall passerade Forsviks sluss under färd österut. Befälhavare ombord var S L Hasselberg.
- 1840 7 november kl 12.00. Eric Nordevall passerade Forsviks sluss under färd österut. Befälhavare ombord var S L Hasselberg.
- 1842 29 maj. Den västra kanalbanken ovanför Norrkvarns nedre sluss drabbades av ett genombrott och sträckan mellan Norrkvarns nedre och övre slussar tömdes från vatten. Eric Nordevall på väg mot Göteborg och Daniel Thunberg på väg mot Stockholm fick stanna på var sin sida av den tömda kanalsträckan. De bytte laster och passagerare för att återvända varifrån de kommit.
- 1854 En hytt med två platser kostade för sträckan Stockholm–Göteborg 45 rdr bco.
- 1856 Båten såldes till Westin & Hamfeldt i Vadstena.
- 1856 4 juni. Båten avgick från Vadstena med däckslast av brännvin. Ute på Vättern lämnade kapten Bergström över till rorsman Eriksson. Denne lämnade i sin tur över till lättmatros Eliasson med anvisning att passera nära ön Jungfrun. Eliasson höll nära ön men inte tillräckligt nära. Båten grundstötte på ett för sjöfarande i Vättern välkänt grund. Man kunde inte komma loss för egen maskin. Ångskonerten Motala Ström försökte utan framgång att dra loss Nordevall men tog över passagerare och last.
- 1856 6 juni. Ångkorvetterna Santesson och Föreningen drog loss Nordevall som snart visade sig sjunka. Bogsertrossarna kapades och Nordevall sjönk i Vättern. Då hjulångare vid den tiden hunnit bli ansedda som omoderna gjordes inga bärgningsförsök och båten glömdes bort.
- 1980 Båten hittades av Bo Jarsmo, dykare Åke Bergnehr, Mats Bagge och de två amatördykarna Åke och Olaf Svensson med teoretisk hjälp av Benny Larsson. Åke Bergnehr var förste dykare ner på vraket och kunde glatt bekräfta fyndet till samtliga uppe i båten genom dyktelefonen  "Ja, nu läser jag på skeppsklockan, Erik Nordevall". Skeppsklockan bärgades och finns nu att beskåda på Sjöhistoriska museet i Stockholm. Fartyget visade sig vara i anmärkningsvärt väl bevarat skick.
- 1985 Under 1985–1988 genomförde Sjöhistoriska museet i Stockholm marinarkeologiska undersökningar av båten med uppmätning, fotografering, videofilmning och skisser.
- 1999 Ytterligare uppmätning och videofilmning utfördes sedan bygget av Eric Nordevall II påbörjats i Forsvik.
- 1999 Eric Nordevall förses med dykförbud av Länsstyrelsen i Östergötland efter flera plundringsförsök och olyckor.
- 2001 Dykargruppen SIE dokumenterar vraket.
- 2001 En motion inlämnas till Riksdagen om bärgning av fartyget men avslås.[1]
- 2010 Två dyk genomförs av en grupp dykare ledda av Erik Rådström i syfte att skapa en dykpark i Vättern med vraket Eric Nordevall som huvudattraktion.
- 2011 En omfattande dokumentation och upprensning från tidigare dokumentationer görs. Dykargruppen som året innan gjorde två dyk har under hela sommaren och hösten 2011 plockat bort alla linor och gamla ankringar som skadat vraket. Projektet genomförs i samarbete med Forsviks Varv och Sjöhistoriska museet med målet att häva dykförbudet och skapa ett kulturreservat kring vraket som gör det möjligt för dykare att åter igen besöka vraket.

## Eric Nordevall II
Fartyget är en kopia av det förlista originalskeppet från 1836 och är Sveriges enda hjulångare.
I början av 1980-talet fann dykare det ursprungliga fartyget på 45 meters djup. Inga båtar av Nordevalls typ finns idag bevarade och en bärgning skulle varit rimlig om inte konserveringens kostnad blivit alltför dyr. Den 1995 bildade Föreningen Forsviks Varv har därefter genomfört ett projekt att bygga en replika, Eric Nordevall II. Hon byggdes i Forsvik, sjösattes den 6 juni 2009 och bogserades över Vättern till Motala där det av AB Motala Verkstad nytillverkade ångmaskineriet installerades. Sjösättningen bevittnades bland andra av passagerare i S/S Motala Express, som besökte Forsvik med anledning av evenemanget.
Eric Nordevall II gjorde sin jungfrutur 2011 och i augusti samma år sin första långtur till Stockholm där fartyget döptes av Kronprinsessan Victoria måndagen den 29 augusti. Under en längre period var faryget därefter en turistattraktion i Forsvik där besökare kunde åka två-timmarsturer på Bottensjön sommartid.
2020 flyttades fartyget från Forsvik till Norrkvarn vid Göta kanal och togs över av det då nystartade företaget Hjulångaren Nordevall AB. Under en period var fartyget persionat i Sjötorp. 2022 lades fartyget ut till försäljning på grund av ekonomiska skäl och blev året därpå såld med planer på använda fartyget för servering med 1800-talstema och flyttades till Karlsborg. Byggdes om och fick en större inglasad påbyggnad i aktern. Lämnade Karlsborg sommaren 2024 för flytt till Askersund med planer att användas inom övernattnings- och serveringsverksamhet.

### Fartygsfakta
- Ägare: Privat, tidigare Hjulångaren Nordevall AB, Föreningen Forsviks Ångbåtar[11]
- Hemmahamn: Askersund, tidigare Forsvik, Lyrestad, Karlsborg[13][14]
- Material: Ek på ekspant
- Varv: Byggd på Forsviks varv inom Forsviks bruks område 1995–2011
- Bruttodräkltighet: 112
- Längd: 29,47 meter[16]
- Största bredd: 6,94 meter
- Djupgående: 2,5 meter
- Maskin: Två balansångmaskiner om vardera 17 hk, från AB Motala Verkstad, ångpanna tillverkad av Kockums varv i Karlskrona
- Bränsle: Ved
- Marschfart: Omkring 4,5 knop, med 20 varv per minut för skovelhjulen
- Framdrivning: Två skovelhjul med 3,6 meters diameter
- Anropssignal: SGXN
- MMSI-nummer: 265680660[17]